# Polskie Radio Program I
Polskie Radio Program I è un canale radio polacco fondato nel 1926 e di proprietà di Polskie Radio.
in Italia è disponibile su Sky e Tivùsat